# Novoukraiinka, Vesele
Novoukraiinka (în ucraineană Новоукраїнка) este un sat în comuna Kalînivka din raionul Vesele, regiunea Zaporijjea, Ucraina.

## Demografie
Componența lingvistică a localității Novoukraiinka
     Ucraineană (73,91%)
     Rusă (25%)
Conform recensământului din 2001, majoritatea populației localității Novoukraiinka era vorbitoare de ucraineană (73,91%), existând în minoritate și vorbitori de rusă (25%).